# Sorvilier
Sorvilier (toponimo francese; in tedesco Surbelen, desueto) è un comune svizzero di 279 abitanti del Canton Berna, nella regione del Giura Bernese (circondario del Giura Bernese).

## Società

### Evoluzione demografica
L'evoluzione demografica è riportata nella seguente tabella:
Abitanti censiti

## Infrastrutture e trasporti
Sorvilier è servito dall'omonima stazione sulla ferrovia Sonceboz-Sombeval-Moutier.

## Amministrazione
Ogni famiglia originaria del luogo fa parte del cosiddetto comune patriziale e ha la responsabilità della manutenzione di ogni bene ricadente all'interno dei confini del comune.